# العلاقات المكسيكية الماليزية
العلاقات المكسيكية الماليزية هي العلاقات الثنائية التي تجمع بين المكسيك وماليزيا.

## مقارنة بين البلدين
هذه مقارنة عامة ومرجعية للدولتين:
| وجه المقارنة                                              | المكسيك                                                                               | ماليزيا       |
| --------------------------------------------------------- | ------------------------------------------------------------------------------------- | ------------- |
| المساحة (كم2)                                             | 1.97 مليون                                                                            | 330.29 ألف    |
| عدد السكان (نسمة)                                         | 130.53 مليون                                                                          | 31.62 مليون   |
| الكثافة السكانية (ن./كم²)                                 | 66.26                                                                                 | 95.73         |
| العاصمة                                                   | مدينة مكسيكو                                                                          | كوالالمبور    |
| اللغة الرسمية                                             | اللغة الإسبانية                                                                       | لغة ماليزية   |
| العملة                                                    | بيزو مكسيكي                                                                           | رينغيت ماليزي |
| الناتج المحلي الإجمالي (بليون دولار)                      | 1.15 تريليون                                                                          | 314.50 مليار  |
| الناتج المحلي الإجمالي (تعادل القوة الشرائية) بليون دولار | 2.16 تريليون                                                                          | 817.43 مليار  |
| الناتج المحلي الإجمالي الاسمي للفرد دولار أمريكي          | 9.01 ألف                                                                              | 9.77 ألف      |
| الناتج المحلي الإجمالي للفرد دولار أمريكي                 | 17.32 ألف                                                                             | 25.64 ألف     |
| مؤشر التنمية البشرية                                      | 0.756                                                                                 | 0.779         |
| رمز المكالمات الدولي                                      | +52                                                                                   | +60           |
| رمز الإنترنت                                              | .mx                                                                                   | .my           |
| المنطقة الزمنية                                           | منطقة زمنية وسطى، المنطقة الزمنية الجبلية، زمن منطقة المحيط الهادئ، منطقة زمنية شرقية | ت ع م+08:00   |

## منظمات دولية مشتركة
يشترك البلدان في عضوية مجموعة من المنظمات الدولية، منها:
| علم المنظمة | اسم المنظمة                                      | تاريخ انضمام المكسيك | تاريخ انضمام ماليزيا |
| ----------- | ------------------------------------------------ | -------------------- | -------------------- |
|             | مؤسسة التنمية الدولية                            | 24 أبريل 1961        | 24 سبتمبر 1960       |
|             | يونسكو                                           | 4 نوفمبر 1946        | 16 يونيو 1958        |
|             | وكالة ضمان الاستثمار متعدد الأطراف               | 1 يوليو 2009         | 6 ديسمبر 1991        |
|             | الأمم المتحدة                                    | 7 نوفمبر 1945        | 17 سبتمبر 1957       |
|             | الفريق المعني برصد الأرض                         | ?                    | ?                    |
|             | الاتحاد البريدي العالمي                          | ?                    | ?                    |
|             | البنك الدولي للإنشاء والتعمير                    | 31 ديسمبر 1945       | 7 مارس 1958          |
|             | المنظمة الهيدروغرافية الدولية                    | ?                    | ?                    |
|             | الاتحاد الدولي للاتصالات                         | 1 يوليو 1908         | 3 فبراير 1958        |
|             | منظمة حظر الأسلحة الكيميائية                     | ?                    | ?                    |
|             | مؤسسة التمويل الدولية                            | 20 يوليو 1956        | 20 مارس 1958         |
|             | منظمة التجارة العالمية                           | 1995                 | ?                    |
|             | منتدى التعاون الاقتصادي لدول آسيا والمحيط الهادئ | 17 نوفمبر 1993       | 6 نوفمبر 1989        |
|             | منظمة الشرطة الجنائية الدولية                    | ?                    | ?                    |

## وصلات خارجية
- موقع وزارة الخارجية المكسيكية
- موقع وزارة الخارجية الماليزية